# Saint-Julien-en-Beauchêne

Saint-Jacques-en-Valgodemard este o comună în departamentul Hautes-Alpes, Franța. În 1 ianuarie 2022 avea o populație de 135 de locuitori.